# Erigone arctica
Erigone arctica är en spindelart som först beskrevs av White 1852.  Erigone arctica ingår i släktet Erigone och familjen täckvävarspindlar. Arten är reproducerande i Sverige.

## Underarter
Arten delas in i följande underarter:
- E. a. maritima
- E. a. palaearctica
- E. a. sibirica
- E. a. soerenseni